# Титаник (минисериал, 1996)
Вижте пояснителната страница за други значения на Титаник.
„Титаник“ (на английски: Titanic) е телевизионен филм излъчен премиерно по CBS през 1996 г. Филмът проследява историята на няколко души при потъването на кораба през 1912 г. Сюжетът се развива в три различни истории.
Минисериалът е печели една награда Еми и е номиниран за втора.

## „Титаник“ в България
В България минисериалът е излъчен за пръв път по bTV на 17 май 2009 г. Повторно излъчване прави на 4 април 2010 г. с първа и втора част от 00:00 и 01:30.
Двете му части са излъчени по bTV Cinema на 21 и 22 декември 2009 г. от 23:00 и с повторение от 16:00.
Ролите се озвучават от артистите Лидия Вълкова, Юлия Станчева, Стефан Димитриев, Христо Узунов и Тодор Николов.